# Przezierność karkowa

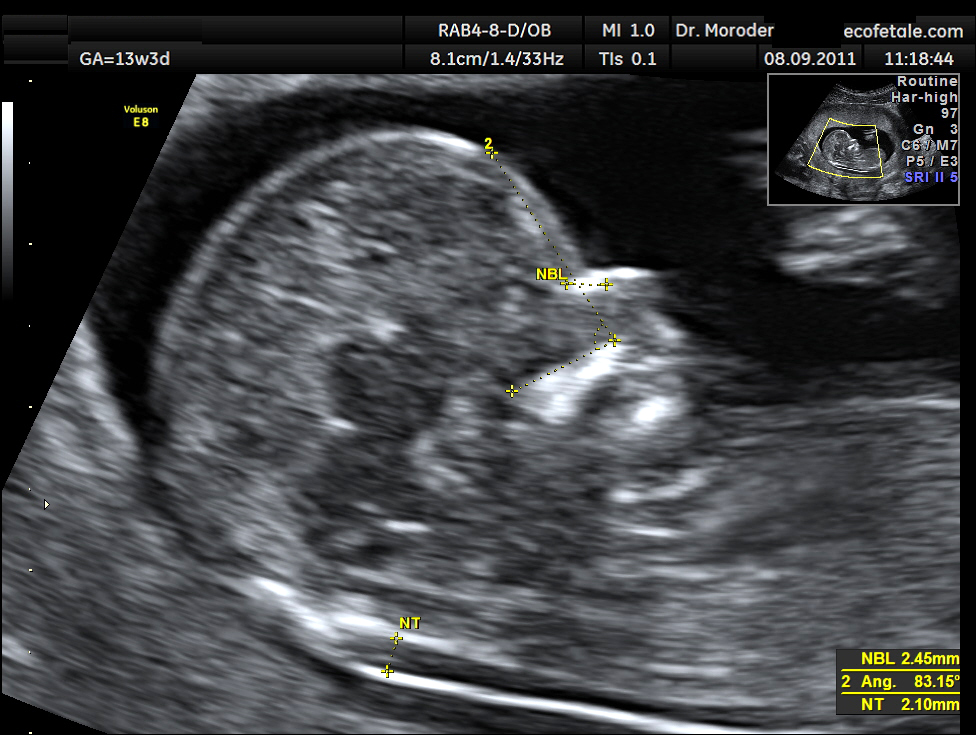
Przezierność karkowa

Przezierność fałdu karkowego (ang. nuchal translucency, NT) – parametr oceniany w badaniu USG płodu, odzwierciedlający obrzęk tkanki podskórnej w okolicy karkowej; jest to odległość między tkanką podskórną a skórą na wysokości karku płodu. Zwiększenie wartości NT występuje w niektórych zespołach spowodowanych aberracjami chromosomalnymi: zespole Downa, zespole Edwardsa, a zwłaszcza w zespole Turnera. 
Fałd karkowy ulega zazwyczaj wchłonięciu w II trymestrze. Niekiedy w jego miejsce rozwija się obrzęk karku (nuchal edema) albo naczyniak limfatyczny torbielowaty (cystic hygroma), którym może towarzyszyć uogólniony obrzęk płodu.
Pomiar NT jest najbardziej miarodajny między 11. a 14. tygodniem ciąży. Norma NT, określona dla danej populacji, obejmuje wartości do 95 percentyla i jest uzależniona od wymiaru ciemieniowo-siedzeniowego (CRL); w praktyce NT nie powinno przekraczać 2,5 mm. NT jest wprost proporcjonalne do ryzyka wystąpienia trisomii u płodu:
- NT = 3 mm wiąże się z 3× wzrostem ryzyka
- NT = 4 mm wiąże się z 18× wzrostem ryzyka
- NT = 5 mm wiąże się z 28× wzrostem ryzyka
- NT > 5 mm wiąże się z 36× wzrostem ryzyka.

## Technika wykonywania pomiaru
Według Nicolaidesa pomiar należy wykonywać z uwzględnieniem poniższych zaleceń:
- CRL powinien wynosić 45–84 mm
- optymalny wiek ciążowy do wykonania badania to 11-13+6 tygodni.
- niekiedy wynik łatwiej otrzymać w USG przezpochwowym
- istotne jest uzyskanie dobrego obrazu strzałkowego płodu
- płód powinien zajmować 3/4 pola, odległość między znacznikami powinna być jak najmniejsza i nie przekraczać 0,1 mm
- należy rozróżnić skórę płodu i owodnię
- największy wymiar NT (między skórą a miękkimi tkankami nad kręgosłupem szyjnym) powinien być zmierzony kilkakrotnie, a obraz z USG powinno się zarchiwizować
- płód powinien znajdować się w swobodnym ułożeniu, przygięciowe lub odgięciowe ułożenie główki może fałszować wynik badania
- w 5-10% przypadków pępowina może owijać się wokół szyi płodu i przyczyniać się do nieprawidłowo wykonanego pomiaru NT.

## Przyczyny zwiększenia NT
- niewydolność płodowego układu krążenia związana z wrodzonymi wadami serca i naczyń
- ucisk głowy i szyi wywołujący zastój krwi żylnej
- nieprawidłowości budowy układu limfatycznego
- niedokrwistość płodowa albo hipoproteinemia
- zakażenie wewnątrzmaciczne powodujące niedokrwistość albo niewydolność krążenia

## Zespoły wad przebiegające ze zwiększeniem NT
Niektóre zespoły wad, w których obserwuje się zwiększenie przezierności karkowej:
- trisomia 10
- zespół Pätaua
- trisomia 15
- trisomia 16
- zespół Edwardsa
- zespół Downa
- trisomia 22
- trisomia X
- tetrasomia 12p
- zespół Cornelii de Lange
- zespół Noonan
- zespół Turnera
- zespół Smitha-Lemliego-Opitza
- zespół Joubert
- zespół ektrodaktylii-dysplazji ektodermalnej
- zespół mnogich płetwistości
- zespół Frynsa